# Saint-Sornin (Charente-Maritime)
Saint-Sornin is een gemeente in het Franse departement Charente-Maritime (regio Nouvelle-Aquitaine) en telt 328 inwoners (1999). De plaats maakt deel uit van het arrondissement Rochefort.

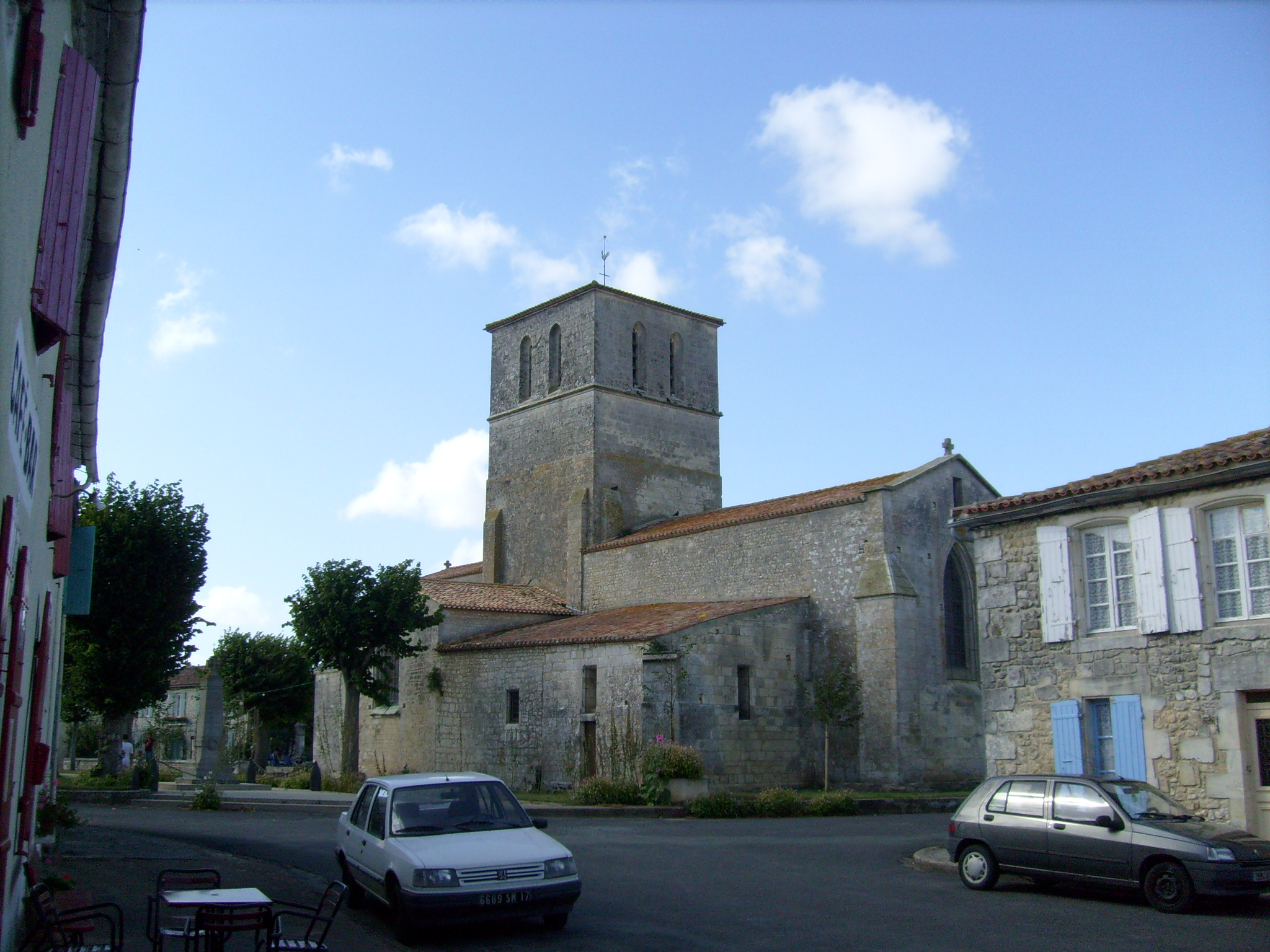
Saint-Sornin
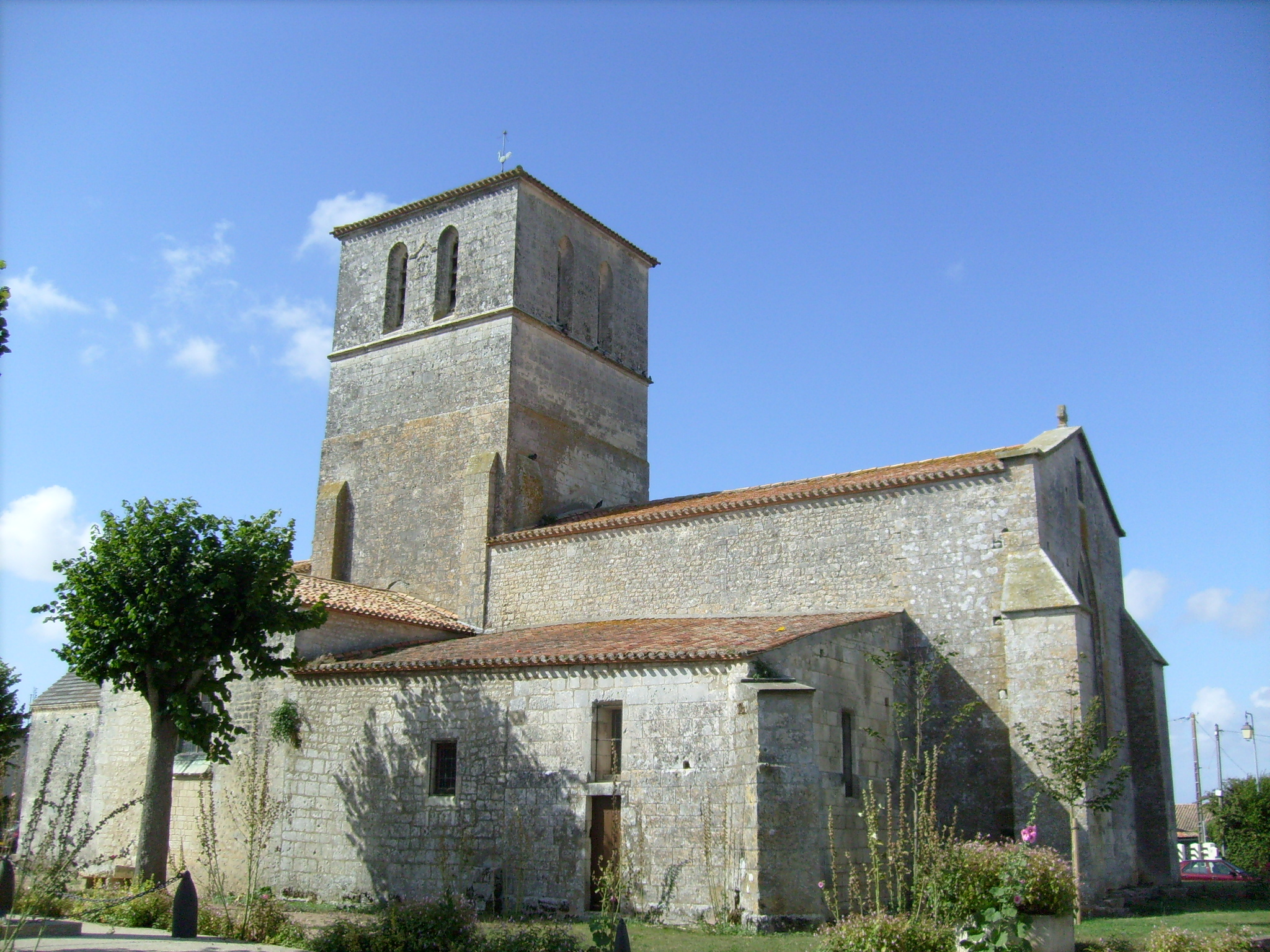
Kerk van Saint-Sornin
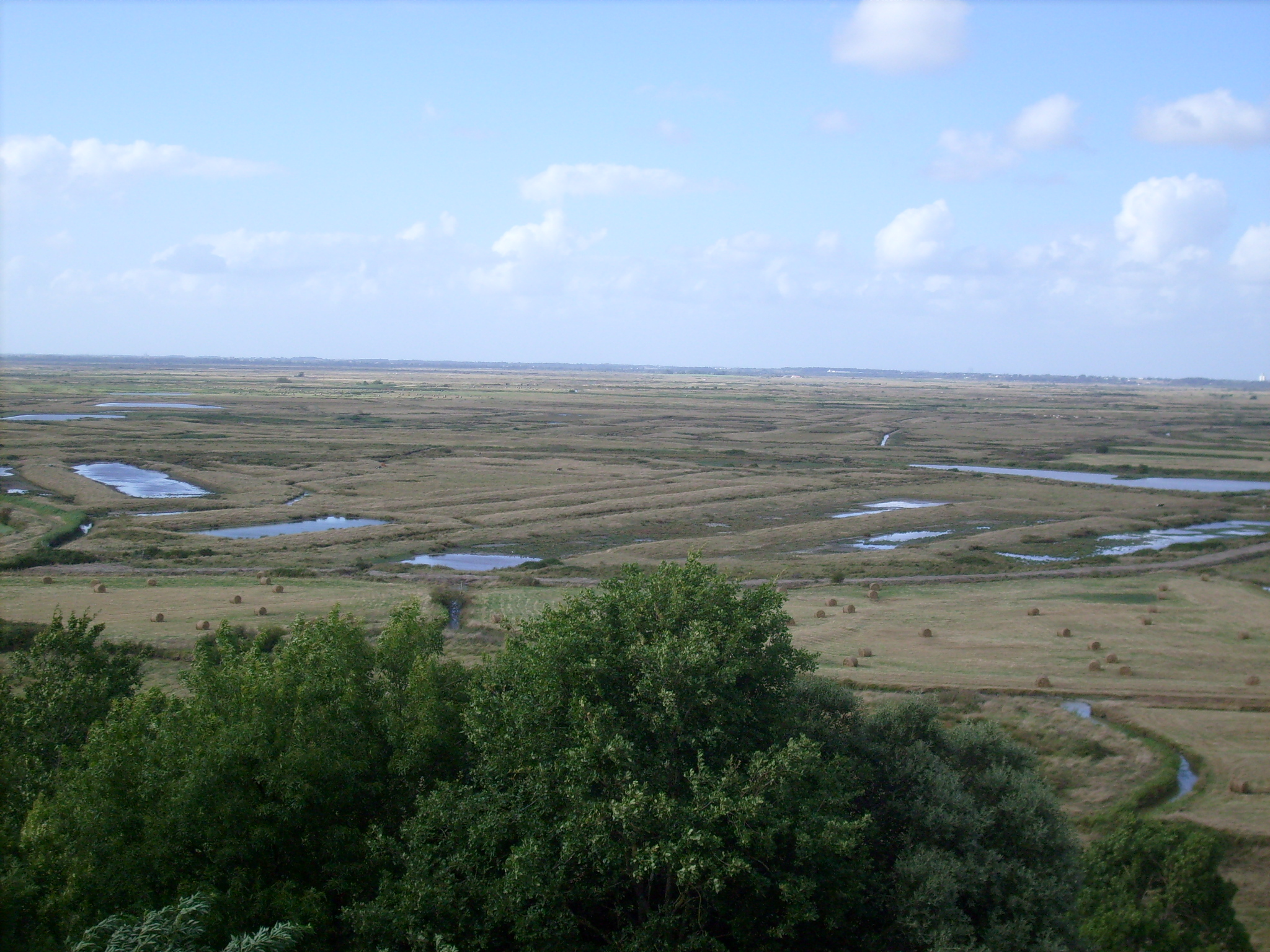
Omgeving

## Geografie
De oppervlakte van Saint-Sornin bedraagt 13,4 km², de bevolkingsdichtheid is 24,5 inwoners per km².
De onderstaande kaart toont de ligging van Saint-Sornin (Charente-Maritime) met de belangrijkste infrastructuur en aangrenzende gemeenten.

## Demografie
Onderstaande figuur toont het verloop van het inwonertal (bron: INSEE-tellingen).